# Anne au cou
Anne au cou (russe : Анна на шее) est une nouvelle d’Anton Tchekhov (en russe : Anna na chee).

## Historique
Anne au cou est initialement publiée dans la revue russe Les Nouvelles russes, numéro 292, du 22 octobre 1895.

## Résumé
Modeste Alexéïtch, fonctionnaire de cinquante-deux ans, vient de se marier avec Ania qui va avoir dix-huit ans. Ce n’est pas un mariage d’amour : elle veut échapper à la misère et à la déchéance dans laquelle son père alcoolique précipite sa famille. Lui, veut une poupée qu’il puisse montrer à son bras.
Ania craint son mari. Il ne lui donne pas d’argent, vérifie ses bijoux dans sa commode. Il est obsédé par le désir de plaire à la hiérarchie.
Arrive le bal de la noblesse du 29 décembre. Modeste veut que sa femme resplendisse. Il lui alloue cent rouble pour se faire une robe et la sermonne sur ses devoirs envers lui. Il s’agit de saluer telle personne pour qu'il puisse monter en grade.
Le soir du bal, Ania est magnifique. Elle a du succès auprès des hommes et passe de main en main pour les danses. Soudain, tout le monde s’écarte. Son Excellence l’invite pour animer la vente de bienfaisance. Ania se révèle à elle-même. Elle comprend qu’elle est faite pour cette vie de bals et brillante.
Le lendemain, quand Modeste vient la voir servilement, elle lui lâche : « Allez vous en, imbécile. »
À Pâques, Modeste reçoit l’Ordre de Sainte-Anne de deuxième classe. Ania est la maîtresse d’un riche marchand.

## Extraits
- « Elle souriait aussi, inquiète à l’idée que cet homme pouvait, d’un instant à l’autre, l’embrasser de ses lèvres épaisses et humides, sans qu’elle ait le droit de refuser. Les mouvements mous de son corps bouffi l’effrayaient. »

- « Elle avait maintenant compris qu’elle avait été créée uniquement pour cette vie bruyante, brillante, riante, avec musique, danses et révérences. »

## Édition française
- Anne au cou, traduit par Édouard Parayre, révision de Lily Dennis, éditions Gallimard, Bibliothèque de la Pléiade, 1971  (ISBN 2 07 0106 28 4).